# Heirs to the Throne
Heirs to the Throne o Inherits of the Throne, titolo originale tedesco Erben des Throns (con lo stesso significato di "eredi al trono"), è un videogioco strategico a turni di ambientazione medievale sviluppato e pubblicato dalla German Design Group (GDG).
Uscì dapprima nel 1990 come Krieg um die Krone II: Die Erben des Throns (anche The Successors of the Throne: War for the Crown II in inglese) per Commodore 64, poi nel 1992 venne pubblicato per Amiga e MS-DOS con il nuovo titolo Heirs to the Throne (Erben des Throns); in questa occasione uscì anche una nuova edizione per Commodore 64, con piccoli aggiornamenti, dal titolo Inherits of the Throne (Erben des Throns).
È un seguito di Krieg um die Krone ("guerra per la corona"), pubblicato dalla stessa GDG nel 1989 solo per Commodore 64 e solo in tedesco. Il predecessore è concettualmente molto simile, con una più semplice mappa a schermata fissa.

## Modalità di gioco
Il gioco rappresenta una guerra di successione per il controllo di un regno di fantasia con l'aspetto di una grande isola. Dopo la morte del re, che nelle versioni Amiga/DOS è descritta come un assassinio da una sequenza di immagini introduttive, da uno a quattro baroni usurpatori lottano tra di loro e contro i realisti fedeli all'erede legittimo per la conquista dell'intero regno. Ogni barone può essere controllato da un giocatore o dal computer, mentre i realisti sono sempre controllati dal computer.
La mappa del regno è generata casualmente ed è formata da molte province di forma e dimensioni irregolari, con confini squadrati. Durante il gioco la mappa è mostrata a scala ravvicinata, con scorrimento multidirezionale, ma è possibile anche mostrare temporaneamente la visuale sull'intera isola. Inizialmente ciascun barone controlla una provincia, mentre i realisti controllano tutte le altre. Su ogni provincia si trovano un certo numero di truppe del proprietario, non distinte per tipo, un certo numero di villaggi che determinano il rendimento in denaro della provincia, e una fortificazione di entità variabile. Ogni provincia ha un tipo di terreno tra 8 possibili, che può influenzare le battaglie e il rendimento.
Prima di iniziare una partita si può regolare un alto numero di impostazioni, tramite un menù multischermo, ad esempio: truppe iniziali, numero totale di province (16-99), costo e numero massimo di villaggi, atteggiamento dei realisti, presenza di eventi casuali. 
Per ogni giocatore si scelgono quindi nome, colore, stemma, e quale provincia è inizialmente in proprio possesso.
Il turno di un giocatore inizia con la raccolta automatica delle tasse dai propri villaggi, dopodiché è possibile effettuare attacchi per conquistare le province confinanti via terra. Ogni truppa può fare un solo attacco per turno. I risultati dei combattimenti sono calcolati un po' per volta dal computer e vengono mostrati in una schermata a parte; durante la battaglia si può solo decidere se continuare o effettuare la ritirata.
Terminata la fase degli attacchi si possono riposizionare le truppe tra le proprie province.
Infine si può spendere tutto o parte del denaro posseduto per arruolare truppe, costruire nuovi villaggi, potenziare le fortificazioni. Se abilitate nelle impostazioni, si possono costruire anche le catapulte, necessarie per attaccare certi livelli di fortificazione.
La partita può essere salvata tra un turno e l'altro.